# Cephalodiscus atlanticus
Cephalodiscus atlanticus is een diersoort in de taxonomische indeling van de Hemichordata. Het dier behoort tot het geslacht Cephalodiscus en behoort tot de familie Cephalodiscidae. De wetenschappelijke naam van de soort werd voor het eerst geldig gepubliceerd in 1962 door Bayer.